# Sopa do Espírito Santo
La sopa do Espírito Santo ('sopa del Espíritu Santo') es un guiso típico del archipiélago de las Azores, en Portugal, que típicamente se prepara durante el Pentecostés. Contiene pan sentado (pan duro o tostado), coles, papas/patatas, carne de pollo o gallina, carne, hígado y sangre cuajada de vaca, salchicha y tocino de cerdo, vino tinto, menta y otros condimentos. Dependiendo de la isla, se dan ligeras variaciones en la receta, la cual, aunque bastante sencilla, tiene un sabor muy particular.

## Origen

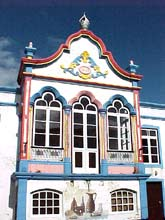
Império do Espírito Santo en Feteira, Terceira

Es originario de la Ilha Terceira y extendido al resto del archipiélago. La celebración del Divino Espíritu Santo, que tiene lugar alrededor de mayo, es muy tradicional en las Azores. La sopa está muy asociada a este evento religioso, que comúnmente se honra en los llamados impérios azorianos, unas pequeñas capillas para rendir culto. Todos los barrios y parroquias de todas las islas tienen un império. Por ello, la sopa do Espírito Santo también es conocida como sopa do império.